# Nick Drake
Nicholas Rodney "Nick" Drake (sinh ngày 19 tháng 6 năm 1948 – mất ngày 25 tháng 11 năm 1974) là ca sĩ, nhạc sĩ người Anh, nổi tiếng với các sáng tác cho nhạc cụ mộc. Lúc sinh thời anh hoàn toàn thất bại trong việc có được người nghe, song sự nghiệp của anh sau này được đánh giá cao với rất nhiều ngưỡng mộ. Drake ký hợp đồng với hãng Island Records khi mới 20 tuổi và là sinh viên tại Đại học Cambridge để ra mắt album đầu tay Five Leaves Left vào năm 1969. Năm 1972, anh thực hiện 2 album tiếp theo, Bryter Layter và Pink Moon – vốn chỉ bán được tổng cộng hơn 5.000 bản trong lần đầu phát hành. Việc né tránh trình diễn trực tiếp cũng như thực hiện phỏng vấn cũng là lý do khiến Drake không thể có được thành công thương mại. Cũng không có bất cứ cảnh quay nào về anh khi trưởng thành, và chủ yếu ảnh chụp về anh là trong không gian tĩnh mịch hoặc từ thời thơ ấu.
Drake sớm mắc chứng suy nhược, đặc biệt khi còn nhỏ. Điều này cũng thường được anh nhắc tới trong các ca khúc của mình. Trong quá trình hoàn thiện album  Pink Moon, Drake đều xa lánh các buổi trình diễn cũng như phòng thu để sống tại căn nhà của bố mẹ ở vùng đồng quê Warwickshire. Ngày 25 tháng 11 năm 1974, anh qua đời vì sốc thuốc khi sử dụng amitriptyline – một chất chống suy nhược – khi mới 26 tuổi. Nguyên nhân cái chết của anh là do tai nạn hay tự sát chưa bao giờ được sáng tỏ.
Các sản phẩm của Drake vẫn tồn tại suốt thập niên 1970, song phải tới album Fruit Tree phát hành vào năm 1979, thành tựu của anh mới bắt đầu được nhìn nhận. Tới giữa thập niên 1980, phong cách của anh được công khai rộng rãi là niềm cảm hứng cho nhiều nghệ sĩ như Robert Smith, David Sylvian và Peter Buck. Năm 1985, nhóm The Dream Academy đạt vị trí quán quân tại Anh với ca khúc "Life in a Northern Town" được viết để tưởng nhớ tới Drake. Đầu thập niên 1990, anh vẫn là hình mẫu của người nghệ sĩ "định mệnh lãng mạn" đối với báo chí và nền âm nhạc Anh và được coi là nghệ sĩ ảnh hưởng lớn tới những Kate Bush, Paul Weller, Beck và The Black Crowes sau này. Cuốn tiểu sử về anh được ra mắt vào năm 1997, theo sau đó là bộ phim tài liệu A Stranger Among Us (1998).

## Danh sách đĩa nhạc
- Five Leaves Left (1969)
- Bryter Layter (1970)
- Pink Moon (1972)